# Gare de Longpré-les-Corps-Saints
Gare de Longpré-les-Corps-Saints – stacja kolejowa w Longpré-les-Corps-Saints, w departamencie Somma, w regionie Hauts-de-France, we Francji.
Jest stacją Société nationale des chemins de fer français (SNCF), obsługiwaną przez pociągi TER Picardie i TER Nord-Pas-de-Calais.

## Położenie
Znajduje się na wysokości 15 m n.p.m., na km 157,953 Longueau – Boulogne, pomiędzy stacjami Hangest i Pont-Rémy.